# Trinità dei Monti

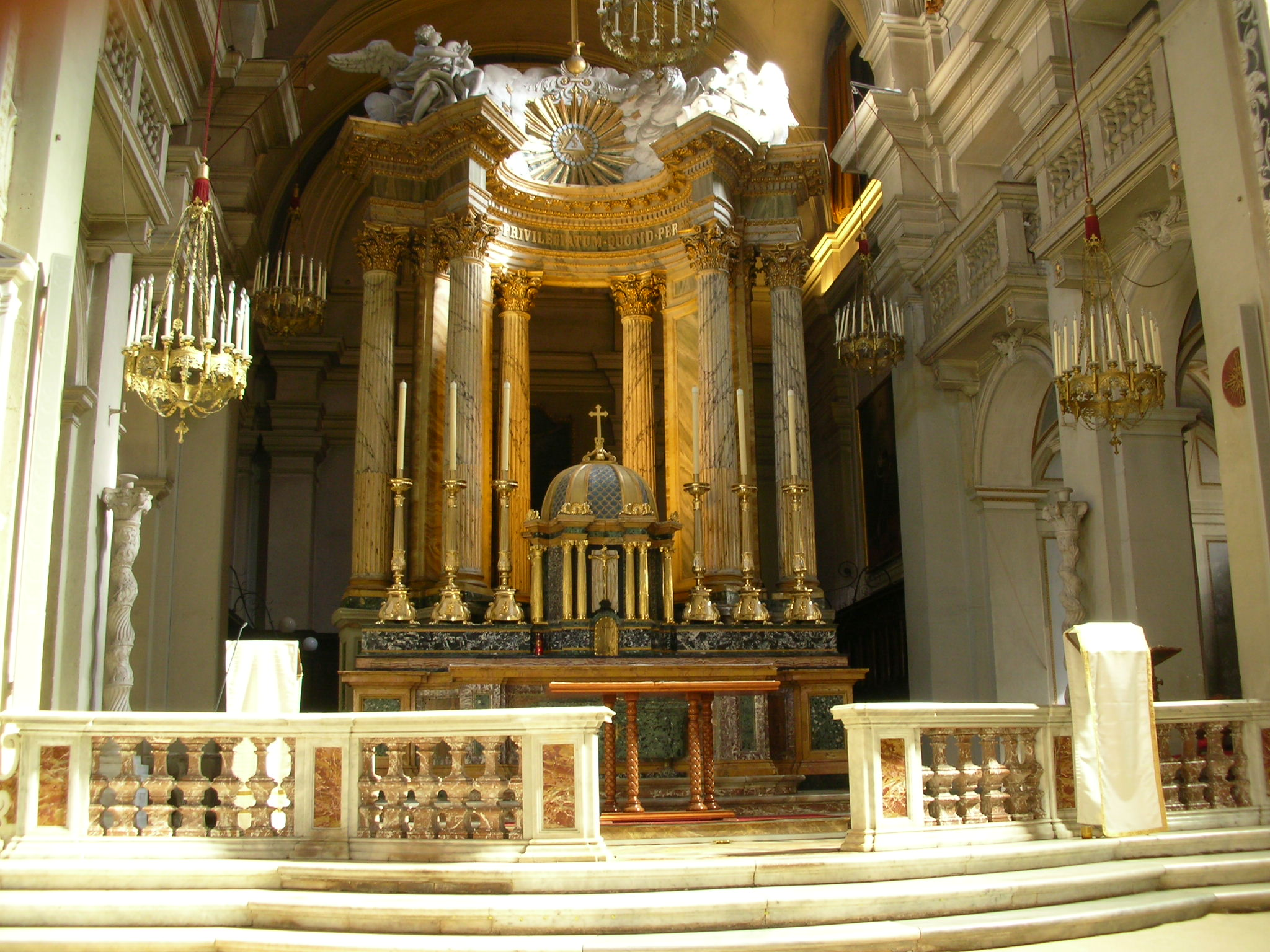
Het priestergedeelte

De Trinità dei Monti (of Santissima Trinità al Monte Pincio) is een kerk in Rome. Zij is gelegen boven aan de Spaanse Trappen op het plein Piazza di Spagna.
De kerk, die met zijn twee torens de Spaanse Trappen domineert, is oorspronkelijk gesticht door de Franse koning Lodewijk XII. De bouw begon in 1502 en eindigde in 1587 toen Domenico Fontana de met antieke kapitelen en reliëfs versierde dubbele trap voltooide.
Voor de kerk staat een obelisk, de Obelisco Sallustiano.
De Trinità dei Monti is de titelkerk van de Franse kardinaal Philippe Barbarin. Sinds september 2006 worden de kerk en abdij, die nog steeds eigendom zijn van de Franse staat, voor erediensten en de uitbating van de gastenvertrekken toevertrouwd aan de broeders en zusters van de Monastieke Gemeenschappen van Jeruzalem.